# 内湾線
内湾線（ないわんせん）は、台湾新竹市東区の新竹駅から新竹県横山郷の内湾駅に至る台湾鉄路管理局の鉄道路線である。

## 概要
太平洋戦争後、台湾鉄路管理局が最初に開業させた支線である。
開通当初は沿線にて産出される石灰や木材・周囲の工場で生産されたセメントの輸送が主目的だったが、新竹市の工業都市化や沿線の宅地化にともない、次第に旅客輸送中心となる。台湾高速鉄道開業後、内湾線と台湾高速鉄道新竹駅を結ぶ新線（六家線）が建設され、接続路線となった。
また、台鉄捷運化計画の一環とし、新竹駅から竹中駅までの高架化・電化が行われたが、この関係で、新竹 - 竹東間は2007年3月1日から2011年まで4年以上運休していた。また、この工事により新設された北新竹駅は縦貫線と内湾線の接続地点となり、新竹 - 北新竹間は縦貫線と重複している。

### 路線データ
- 管理者：台湾鉄路管理局
- 路線距離（営業キロ）：新竹 - 内湾間 27.9km
- 軌間：1,067mm
- 駅数：13
- 複線区間：新竹 - 竹中間 7.9km
- 電化区間：新竹 - 竹中間（交流25,000V）7.9km

## 歴史
- 1944年：日本統治時代に建設開始。戦争末期の資材不足のため建設中止となり、未成線になった。
- 1947年11月5日：新竹 - 竹東間が竹東線として開業[注 1]。
- 1950年12月27日：竹東 - 合興間延伸[2]:110。横山駅・九讃頭駅・合興駅開業。
- 1951年9月11日：合興 - 内湾間延伸[4]、内湾駅開業。同時に路線名を内湾線と改める。
- 1962年11月28日：南河駅開業[5]:49。
- 1970年2月6日：上員駅開業[5]:24。
- 2001年11月24日：栄華駅開業[6]。
- 2003年10月10日：南河駅を富貴駅へ改称[7]。
- 2007年3月1日：高架化工事のため、新竹 - 竹東間工事開始。当該区間は路線バス代行となるが、竹東 - 内湾間は列車の運転を継続[8]。
- 2011年11月11日：新竹 - 竹東間電化および高架化、運転再開[9]。北新竹駅・世博駅・竹科駅開業。
- 2013年1月：世博駅を千甲駅へ、竹科駅を新荘駅へ改称[10]。

## 使用車両
非対号列車
区間車
DR1000型気動車
EMU600型電車（六家線開業時より新竹 - 竹中間において使用開始）
EMU500型電車

## 過去の使用車両
対号列車
松山6:59発、内湾16:36発（いずれも復興号）で休日のみ運行あり。ただし、新竹 - 竹東間運休に伴いその後は運行されていない。

## 駅一覧
- 線路 … ∥：複線区間、◇・｜：単線区間（◇：列車交換可能駅）、∨：これより下は単線、∧：終点（列車交換可能）

| 駅名     | 駅名         | 駅間 キロ | 累計 キロ | 等級 | 接続路線・備考          | 所在地 | 所在地 |
| 日本語   | 繁体字中国語 | 駅間 キロ | 累計 キロ | 等級 | 接続路線・備考          | 所在地 | 所在地 |
| -------- | ------------ | --------- | --------- | ---- | ----------------------- | ------ | ------ |
| 新竹駅   | 新竹車站     | 0.0       | 0.0       | 一等 | 台湾鉄路管理局：■縦貫線 | 新竹市 | 東区   |
| 新竹貨駅 | 新竹貨站     | 1.2       | 1.2       | 貨物 |                         | 新竹市 | 東区   |
| 北新竹駅 | 北新竹車站   | 0.2       | 1.4       | 簡易 | 台湾鉄路管理局：■縦貫線 | 新竹市 | 東区   |
| 千甲駅   | 千甲車站     | 2.2       | 3.6       | 簡易 |                         | 新竹市 | 東区   |
| 新荘駅   | 新莊車站     | 2.9       | 6.6       | 簡易 |                         | 新竹市 | 東区   |
| 竹中駅   | 竹中車站     | 1.4       | 7.9       | 甲簡 | 台湾鉄路管理局：■六家線 | 新竹県 | 竹東鎮 |
| 上員駅   | 上員車站     | 2.6       | 10.5      | 招呼 |                         | 新竹県 | 竹東鎮 |
| 栄華駅   | 榮華車站     | 4.5       | 15.0      | 招呼 |                         | 新竹県 | 竹東鎮 |
| 竹東駅   | 竹東車站     | 1.6       | 16.6      | 二等 |                         | 新竹県 | 竹東鎮 |
| 横山駅   | 橫山車站     | 3.3       | 20.0      | 招呼 |                         | 新竹県 | 横山郷 |
| 九讃頭駅 | 九讚頭車站   | 2.3       | 22.2      | 乙簡 |                         | 新竹県 | 横山郷 |
| 合興駅   | 合興車站     | 2.1       | 24.4      | 招呼 |                         | 新竹県 | 横山郷 |
| 富貴駅   | 富貴車站     | 1.4       | 25.7      | 招呼 |                         | 新竹県 | 横山郷 |
| 内湾駅   | 內灣車站     | 2.2       | 27.9      | 乙簡 |                         | 新竹県 | 横山郷 |

### 註釈
1. ↑  台鉄の旧公式ウェブサイトでは11月15日となっているが[1]、新竹から竹東の開通式典と同日の11月5日に営業を開始していることから誤植とみられる[2][3]。